# Proton pseudos
Proton pseudos - błędne założenie, błąd w przesłankach. Pojęcie pojawiające się w Analitykach pierwszych Arystotelesa w odniesieniu do sylogizmów. Zgodnie z tym, jeżeli u podstaw wnioskowania leży błędne założenie, to wniosek koniecznie musi być błędny.